# 水戸黄門 (第22-28部)
本項では、TBSのナショナル劇場（後にパナソニック ドラマシアター→月曜ミステリーシアター）において放送された日本の時代劇『水戸黄門』（みとこうもん）のうち、1993年放送の第22部から2000年放送の第28部までの佐野浅夫が主演したシリーズについて記述する。

## 各部の概要
放送日はTBSテレビおよび同時ネット局を基準とし、レギュラー・準レギュラーの経験があるゲストは太字で表記する。

### 第22部
「水戸黄門 第22部」（みとこうもん だい22ぶ）は1993年5月17日から1994年1月24日までTBSで放送されたナショナル劇場のドラマ。製作はC.A.L。全36話（通算700回）。

#### ストーリー
将軍後継を巡る紀州藩の内紛を解決するために旅立つ。

#### キャスト

##### メインレギュラー
- 水戸光圀：佐野浅夫
- 佐々木助三郎：あおい輝彦
- 渥美格之進：伊吹吾朗
- かげろうお銀：由美かおる
- 柘植の飛猿：野村将希
- うっかり八兵衛：高橋元太郎
- 風車の弥七：中谷一郎（第1話～第10話、第15話～第27話、第29話～第31話、第34話）
- 安藤百合：中野みゆき（第1話～第10話）
- 音羽の小弥太：石野太呂字（第1話～第10話）
- 寛坊：西尾塁（子役）（第1話～第10話）
- 首領（紀ノ川屋）：石橋雅史（第1話～第6話、第8話～第10話）
- 竜神坊：内田勝正（第1話～第10話）
- 千丈坊：大前均（第1話～第10話）
- 紀ノ川屋の配下：高木英一（第1話～第10話）
- 紀ノ川屋の配下：井上昭（第1話～第10話）
- 紀ノ川屋の配下：太田雅之（第1話～第10話）

##### 準レギュラー
- 霞のお新：宮園純子（第1話、第2話）
- 山野辺兵庫：高松英郎（第1話、第36話）
- 安藤陳武：高城淳一 （第1話、第10話）
- 徳川綱吉：長谷川哲夫（第2話、第36話）
- 堀田備前守：永井秀明（第1話、第2話、第36話）
- 結城修二郎：新木しげる （第1話、第10話）
- 工藤右京：玉川伊佐男 （第1話、第10話）
- 杉ノ坊叨斉：加賀邦男 （第1話、第10話）
- 徳川長七：若菜孝史（第1話、第10話）
- 浦野宗広：川合伸旺 （第1話、第10話）

#### スタッフ
- 制作：逸見稔
- 原作：葉村彰子
- 脚本：葉村彰子、櫻井康裕、大西信行、芦沢俊郎、佐藤五月
- 音楽：木下忠司
- 題字：朝比奈宗源
- 特技：宍戸大全
- プロデューサー：五十嵐通夫、大庭喜儀、山田勝
- 撮影：萩屋信、都築雅人、片山顕、原田裕平ほか
- 照明：岩見秀夫、武邦男、大谷康郎ほか
- 録音：中川清、神戸神憲、面屋竜憲、木村均ほか
- 美術：辻野大、鈴木孝俊、三浦鐐二ほか
- 記録：中田英子、西野敏子、内藤幸子、三橋千尋、小川加津子、西村直美
- 編集：河合和子
- 助監督：和田圭一、渡辺譲、高垣博也、佐藤晴夫、井上泰治、梅原重行、喜田川隆義
- 邦楽監修：中本哲
- 舞踊振付：藤間藤雄、若柳繍秀、若柳加緒里
- 能指導：掛川昭二
- 擬斗：菅原俊夫、上野隆三（東映剣会）
- 衣装：東京衣裳
- 装置：森俊昭、竹村圭三
- 装飾：窪田治、長尾康久、岩花学、三木雅彦、渡辺源三
- 小道具：高津商会
- 美粧・結髪：東和美粧
- かつら：山崎かつら
- スチール：深野隆
- 計測：作村龍二、近藤健一、原田国一、長谷川光徳、松木春吉
- 整音：加藤正行
- 進行：松田渡、土生川明弘、宮崎俊弥、木岡敦、福田雅弘
- 演技事務：山下義明
- 騎馬：岸本乗馬センター
- ナレーター：杉山真太郎
- 協力：二条城（第1話、第2話）、京都 大覚寺、大本山 随心院
- 現像：IMAGICA
- 監督：矢田清巳、井上泰治、山内鉄也、髙倉祐二
- 制作協力：東映太秦映像、オフィス・ヘンミ（ノンクレジット）
- 製作：C.A.L

#### 主題歌
オープニングテーマ
あゝ人生に涙あり
作詞 - 山上路夫 / 作曲 - 木下忠司 / 唄 - あおい輝彦、伊吹吾朗

#### 解説
- この第22部から水戸光圀役に佐野浅夫を迎え、プロデューサーにはC.A.Lの五十嵐通夫が就任[1]、また長らく助監督を務めていた井上泰治が監督に昇進するなど新しいスタートを切る事となる。他のレギュラー陣の顔ぶれは不動で、西村黄門時代の流れもかなり残っている第1話冒頭で、かげろうお銀が、第21部最終話（第32話）の流れを受け継ぐかのように光圀の前で藤林無門のもとに戻りたいと胸中を告白するシーンがある[2]。更に格之進が光圀の肩をもんでいる時に光圀が格之進の母親・多加の事を思い出すシーンがある。収録は順調に進むも風車の弥七を演じる中谷一郎が、第10話をもって一時降板[3]。第15話から復帰し、第27話まで出演。その後、第29話から第31話まで出演し、二役を演じた第31話以降は、第34話にのみ出演した。
- 紀州藩国家老・安藤陳武（高城淳一）の娘・百合（中野みゆき）と音羽の小弥太（石野太呂字）、寛坊（西尾塁）の三人が道中のお供に、またその道中を付け狙う刺客として首領（石橋雅史）、千丈坊（大前均）、竜神坊（内田勝正）が登場する。
- 第21部に引き続き、旅の初めの刺客として内田勝正と大前均が続投している。
- これまで葉村彰子は「原案」としてのクレジットだったが、今作と第23部・第24部では「原作」としてクレジットされている。第1話も「原作 脚本 葉村彰子」との表記に置き換わっている。
- 今シリーズより、高橋元太郎のクレジットの順番が、野村将希の後に来るようになる。その関係で、今シリーズ以降第27部まで弥七役の中谷一郎が休演した回のOPのレギュラークレジットでは八兵衛役の高橋元太郎が最後に表記されている。また、弥七役の中谷一郎が第27部をもって降板したため、第28部のOPのレギュラークレジットでも八兵衛役の高橋元太郎が最後に表記されている。
- 佐野浅夫演じる光圀は涙を多く流すことで有名だが、早くも第2話で涙を流している[4]。
- 西尾が二役を演じた第5話では老公一行と小弥太、寛坊との絡みがほとんどない。なお、絡みがあったのは、エンディングシーンのみだけである。
- 第10話のエンディングシーンで、飛猿が弥七の風車を自分の荷物に刺して旅立っていた。
- 第15話では、助三郎、格之進が立ち回りの場面で光圀不在のまま悪人に印籠を見せる[5]。そのため印籠披露する際の台詞が普段とは異なるものであった[6]。
- 第2話から、たびたび本編の映像の一部に、VTRで撮影しフィルムに転写した映像が含まれている。

#### BS-TBSでの再放送
- 2019年10月25日から12月16日までBS-TBSで再放送された。また、2024年12月31日に第1話のみがデジタルリマスター版にて放送された。

### 第23部
「水戸黄門 第23部」（みとこうもん だい23ぶ）は1994年8月1日から1995年5月15日までTBSで放送されたナショナル劇場のドラマ。製作はC.A.L。全40話（通算740回）。

#### ストーリー
加賀百万石のお家騒動を解決するために金沢に向かう。

#### キャスト

##### メインレギュラー
- 水戸光圀：佐野浅夫
- 佐々木助三郎：あおい輝彦
- 渥美格之進：伊吹吾朗
- かげろうお銀：由美かおる
- 柘植の飛猿：野村将希
- うっかり八兵衛：高橋元太郎
- 風車の弥七：中谷一郎 （第34話～第40話）
- 香織：古柴香織 （第1話～第11話）
- くれないお蓮（2代目）：芦川よしみ（第1話～第2話、第4話、第8話、第10話～第11話） ※但し第8話の出番は少なく3シーンのみで、立ち回り時には商家の屋根から様子を見ていた。

##### 準レギュラー
- 霞のお新：宮園純子（第40話）
- 奥村清右衛門：佐竹明夫（第1話、第11話）
- 徳川綱吉：長谷川哲夫（第40話）
- 堀田備前守：永井秀明（第1話、第40話）
- 深尾の方：舟倉由佑子（第1話、第11話）
- 前田綱紀：大竹修造（第1話、第11話）
- 鬼顕坊：山本昌平（第1話、第10話、第11話）
- 鬼顕坊配下：稲田龍雄（第1話、第10話、第11話）※役名クレジットなし
- 鬼顕坊配下：森山陽介（第1話）※クレジットなし
- 鬼顕坊配下：福本清三（第1話）※クレジットなし
- 鬼顕坊配下：木谷邦臣（第11話）※クレジットなし
- 郷田頼母：川合伸旺（第1話、第11話）
- 霞：塚本加成子（第1話、第11話）
- 前田犬千代：勝見和也（第1話、第11話）
- 鶴丸：石野理大（第1話）、石野理央（第11話）
- 山野辺兵庫：高松英郎 （第1話）
- 翠香院：藤間紫（第1話、第11話）

#### スタッフ
- 制作：逸見稔
- 原作：葉村彰子
- 脚本：葉村彰子、大西信行、櫻井康裕、佐藤五月
- 音楽：木下忠司
- 題字：朝比奈宗源
- 特技：宍戸大全
- プロデューサー：五十嵐通夫、大庭喜儀、山田勝
- 撮影：片山顕、都築雅人、小林善和、萩屋信、原田裕平
- 照明：岩見秀夫、伊勢晴夫、大谷康郎、武邦男、畑下隆憲
- 録音：中川清、田辺義教、佐藤茂樹、木村均、面屋竜憲
- 美術：鈴木孝俊、三浦鐐二、井川徳道、辻野大
- 記録：中田英子、西野敏子、内藤幸子、西村直美、森井千尋
- 編集：河合和子
- 助監督：佐藤晴夫、梅原重行、和田圭一、六車雅宣、喜田川隆義
- 邦楽監修：中本哲
- 舞踊振付：安井たつ代、伊阪幸子
- 擬斗：菅原俊夫、上野隆三、清家三彦、三好郁夫（東映剣会）
- 衣装：植田光三、米田稔
- 装置：森俊昭
- 装飾：極並浩史、籠尾和人、長尾康久
- 小道具：高津商会
- 美粧・結髪：東和美粧
- かつら：山崎かつら
- スチール：林晋
- 計測：作村龍二、原田国一、長谷川光徳、山本辰也
- 整音：神戸孝憲
- 進行：釣田泰、宮崎俊弥、土生川明弘
- 演技事務：山下義明
- 騎馬：岸本乗馬センター
- ナレーター：杉山真太郎
- 協力：京都 大覚寺
- 現像（第1話のみ）→ 現像・テレシネ（第2話以降）：IMAGICA
- 監督：矢田清巳、山内鉄也、髙倉祐二、井上泰治
- 制作協力：東映太秦映像、オフィス・ヘンミ（ノンクレジット）
- 製作：C.A.L

#### 主題歌
オープニングテーマ
あゝ人生に涙あり
作詞 - 山上路夫 / 作曲 - 木下忠司 / 唄 - あおい輝彦、伊吹吾朗

#### 解説
- 前シリーズの放送中に中谷が病に倒れたため、シリーズで初めて弥七不在のまま物語がスタートした。中谷は第34話で復帰した。
- 第11話まで加賀藩の密使・香織（古柴香織）、加賀藩首席家老・郷田頼母（川合伸旺）が放った刺客・くれないお蓮（芦川よしみ）が第17部以来、約7年ぶりに再登場した。
- くれないお蓮は、根来雑賀党の流れをくむ祖父伏見从賽（ふしみしょうさい）一門の再興と一味の召し抱えを願い、家老側につき、光圀の命を狙う。二親の顔を知らない乳飲み子だったお蓮は、伏見从賽に助けられたのに恩を感じ、一門の為に命をかける。第11話で鬼顕坊に裏切られ、命の危機に陥るが光圀の意向で命を助けられ、最後の立ち回りでは光圀の危機を救った。鬼顕坊も飛猿から「忍びの恥晒しめ！」と痛め付けられて捕らえられて光圀の前に引き出されるがその後どうなったのかは触れられておらず、お蓮のその後も第17部のような別れの場面は無くどうなったかは触れられていない。普段は尼僧を装い総髪で笠を被っているが、第4話のみ尼僧頭巾を被っていた。
- くれないお蓮が登場するときに使用されたBGMは、里見浩太朗主演の日本テレビ系の時代劇『八百八町夢日記2』で使用された一部のBGMと同じものが使用されている。
- 今作も前作（第22部）と同様、葉村彰子のクレジットが「原案」ではなく、「原作」となっている。
- このシリーズ以降ネガテレシネ・完パケVTR方式となる（ただし、完パケVTR方式は第22部第19話で試験的に実施している）。第22部（第22部第19話を除く）までは、撮影から仕上げまで一貫して16mmフィルムで製作されていたが、第23部からは、撮影したネガフィルムをIMAGICAにおいて現像後直接テレシネし、編集はビデオによって行うようになった。それにより、第22部までよりも映像がクリアになっている。完パケVTR方式へ移行したことから、現像を担当するIMAGICAのクレジットが「現像・テレシネ IMAGICA」に差し替わった（ただし、第1話のみ「現像 IMAGICA」表記）。
- 最終話（第40話）では、これまで西山荘に八兵衛とともに光圀の身の回りの世話をしていたお銀が、藤林無門の顔を見たくなったという理由から、飛猿とともに無門のいる故郷へと帰る描写がなされている。このストーリー描写がナショナル劇場内次回作のかげろう忍法帖に繋がる描写となっている。
- 最終話で江戸城に登城した際、これまでは「水戸光圀様」と茶坊主が叫ぶところが、「水戸中納言光圀様」と普段と違う呼び方をしていた。
- 第23部のポスターからTBSのロゴマークが一新され、2020年3月まで使われた書体となった。また、第23部のポスターは2種類制作されている。
- 1994年9月26日放送の『関口宏の東京フレンドパークII』（スペシャル）でレギュラーメンバー（弥七役の中谷はリハビリ中で欠場）が出場し、グランドスラムを獲得した。
- 第6話放送後の1994年9月8日、第1部から第13部まで初代光圀を演じた東野英治郎が心不全で逝去した。

#### TBSチャンネル1での再放送
- 2013年7月16日よりTBSチャンネル1で再放送開始。
- 2025年7月4日よりTBSチャンネル1で再放送開始。今回の再放送では、次回予告も一緒に放送されるようになった。

#### BS-TBSでの再放送
- 2019年12月17日から2020年2月18日までと2021年7月29日から10月12日まで18時30分の時代劇再放送枠で放送された。

### 第24部
「水戸黄門 第24部」（みとこうもん だい24ぶ）は1995年9月11日から1996年6月10日までTBSで放送されたナショナル劇場のドラマ。製作はC.A.L。全37話（通算777回）。

#### ストーリー
薩摩藩のお家騒動を解決するために旅立つ。

#### キャスト

##### メインレギュラー
- 水戸光圀：佐野浅夫
- 佐々木助三郎：あおい輝彦
- 渥美格之進：伊吹吾朗
- かげろうお銀：由美かおる
- 柘植の飛猿：野村将希
- うっかり八兵衛：高橋元太郎
- 風車の弥七：中谷一郎 （第1話～第2話、第4話、第6話、第8話～第20話、第22話、第27話、第30話～第32話、第35話～第37話）
- 靜香：伊織靜香 （第1話～第14話）
- 阿修羅の玄鬼（大隅屋剛右衛門）：沢竜二 （第1話～第2話、第8話、第13話～第14話）
- 呉屋の羅刹：亀石征一郎 （第1話～第4話、第6話～第8話、第11話、第13話～第14話）
- 吞竜：大前均 （第1話～第4話、第6話～第8話、第11話、第13話～第14話）
- 玄鬼配下：稲田龍雄、西山清孝、福本清三ほか

##### 準レギュラー
- 霞のお新：宮園純子（第1話、第27話、第37話）
- 名張の翔：京本政樹（第3話、第7話、第34話）
- 伊織頼母：久米明（第1話、第14話）
- 阿久根重蔵：原口剛（第1話、第14話）
- お蘭の方：奈良富士子（第1話、第14話）
- 堂園弾正：名和宏（第1話、第14話）
- 徳川綱吉：長谷川哲夫（第1話、第37話）
- 堀田備前守：永井秀明（第1話、第37話）
- 工藤栞：吉井丈絵（第1話、第37話）
- 神谷絹江：彩木優花（第1話、第37話）
- 内田松乃：稲村友紀（第1話、第37話）
- 山野辺兵庫：高松英郎（第1話、第37話）

#### スタッフ
- 制作：逸見稔（第1話～第27話）
- 企画：逸見稔（第28話～第37話）
- 原作：葉村彰子
- 脚本：葉村彰子、櫻井康裕、大西信行、佐藤五月、田口耕三、寺島誓、山内鉄也
- 音楽：木下忠司
- 題字：朝比奈宗源
- 特技：宍戸大全
- プロデューサー：五十嵐通夫、大庭喜儀、山田勝
- 撮影：小林善和、都築雅人、萩屋信、片山顕、原田裕平
- 照明：岩見秀夫、赤松均、伊勢晴夫、大谷康郎、畑下隆憲、武邦男
- 録音：木村均、中川清、田辺義教、面屋竜憲、佐藤茂樹
- 美術：辻野大、高見哲也、下石坂成典、園田一佳、三浦鐐二
- 記録：森井千尋、西村直美、内藤幸子、小川加津子、中田英子
- 編集：河合和子
- 助監督：六車雅宣、和田圭一、渡辺譲、佐藤晴夫、梅原重行（第27話）
- 邦楽監修：中本哲
- 舞踊振付：若柳繍秀
- 擬斗：菅原俊夫、清家三彦、上野隆三、三好郁夫（東映剣会）
- 衣装：植田光三、米田稔
- 装置：森俊昭
- 装飾：極並浩史、窪田治、渡辺源三
- 小道具：高津商会
- 美粧・結髪：東和美粧
- かつら：山崎かつら
- スチール：林晋
- 計測：山本辰也、作村龍二、長谷川光徳
- 整音：神戸孝憲
- 進行：宮崎俊弥、土生川明弘（第27話）、木岡敦、松田渡
- 演技事務：山下義明
- 騎馬：岸本乗馬センター
- ナレーター：杉山真太郎
- 協力：元離宮・二条城（第1話）、京都 大覚寺、粟生・光明寺（第21話、第22話）
- 現像・テレシネ：IMAGICA
- 監督：矢田清巳、髙倉祐二、山内鉄也、井上泰治、金鐘守
- 制作協力：東映太秦映像、オフィス・ヘンミ（ノンクレジット）
- 製作：C.A.L

#### 主題歌
オープニングテーマ
あゝ人生に涙あり
作詞 - 山上路夫 / 作曲 - 木下忠司 / 唄 - あおい輝彦、伊吹吾朗

#### 解説
- 薩摩藩国家老・伊織頼母（久米明）の娘・靜香（伊織靜香）、阿修羅の玄鬼（沢竜二）、呉屋の羅刹（亀石征一郎）、呑竜（大前均）が第14話まで登場する。伊織はこれがデビュー作であった。
- 第1話は、第23部最終話（第40話）でお銀と飛猿が西山荘を離れて旅に出た関係で、(かげろう忍法帖的な内容)2人がそろって江戸にもどってくる様子が描かれている。
- 『水戸黄門外伝 かげろう忍法帖』の後日談であるため、レギュラーであった名張の翔（京本政樹）が3回出演している（第3話、第7話、第34話）。なお翔が登場する回には弥七が登場しない。
- 第14話で助三郎が光圀に扮して、阿修羅の玄鬼一味に捕まって磔にされたお銀を助けに行った。
- 第27話の2時間スペシャルに里見浩太朗、横内正、山口いづみの歴代レギュラーのほか、西郷輝彦、山口崇、松山政路の豪華ゲストが特別出演している。なお、第27話は再放送では欠番となる。
- このシリーズも第22部・第23部と同様、葉村彰子のクレジットが「原案」ではなく、「原作」となっている。
- このシリーズの撮影終了前に、番組の生みの親であるプロデューサー・逸見稔が1995年12月9日に急逝した。そのため、それまではオープニングの表記が「制作 逸見稔」であったが、第28話以降は「企画 逸見稔」の表記となった。
- 逸見稔の死去に伴い、最終話（第37話）の脚本担当が葉村彰子ではなくなった。
- 第20部から登場していた堀田備前守役の永井秀明の最終シリーズである。
- 第20部からナレーターを務めていた杉山真太郎の最終シリーズである。

#### TBSチャンネル1での再放送
- 2013年9月10日から、TBSチャンネル1にて再放送開始。通例では、2時間枠で放送した場合、再放送では前後編に分割されるが、今回の放送では、上述第27話は欠番扱いとなっている。

#### BS-TBSでの再放送
- 2020年2月19日から4月23日までBS-TBSの18:30の時代劇再放送枠で放送された。なお、BS-TBS版再放送のため、3月17日に再放送された第19話で一時中断された。4月1日からは再び第20話から再放送された。また、2021年10月13日から12月3日まで同じく再放送された。どちらとも第27話の2時間スペシャルは再放送欠番となった。

### 第25部
「水戸黄門 第25部」（みとこうもん だい25ぶ）は1996年12月9日から1997年10月27日までTBSで放送されたナショナル劇場のドラマ。製作はC.A.L。全43話（通算820回）。

#### ストーリー
実子・松平頼常の後継者を見定めるため、高松へ向けて旅立つ。

#### キャスト

##### メインレギュラー
- 水戸光圀：佐野浅夫
- 佐々木助三郎：あおい輝彦
- 渥美格之進：伊吹吾朗
- かげろうお銀：由美かおる（第1話～第9話、第11話～第25話、第27話～第43話）
- 柘植の飛猿：野村将希（第1話～第9話、第11話～第25話、第27話～第43話）
- うっかり八兵衛：高橋元太郎（第1話～第14話、第16話～第43話）
- 風車の弥七：中谷一郎 （第1話～第3話、第7話～第10話、第12話～第16話、第23話～第32話、第35話～第38話）

##### 準レギュラー
- 霞のお新：宮園純子（第43話）
- 徳川綱吉：長谷川哲夫（第1話、第43話）
- 山野辺兵庫：高松英郎（第1話）

#### スタッフ
- 原案：葉村彰子
- 脚本：櫻井康裕、大西信行、田口耕三、寺島誓、鶴島光重、田上雄、佐藤五月、井上泰治、藤井邦夫、山内鉄也
- 音楽：木下忠司
- 題字：朝比奈宗源
- 特技：宍戸大全
- チーフプロデューサー：五十嵐通夫
- プロデューサー：樋口祐三、大庭喜儀、本間信行、山田勝
- 撮影：都築雅人、小林善和、原田裕平、萩屋信、片山顕、長谷川光徳
- 照明：伊勢晴夫、武邦男、大谷康郎、岩見秀夫、沢田敏夫、赤松均
- 録音：佐藤茂樹、田代博司、田辺義教、木村均、中川清
- 美術：三浦鐐二、高見哲也、辻野大、松宮敏之、山下謙爾
- 記録：西村直美、小川加津子、内藤幸子、中田英子
- 編集：河合和子
- 助監督：梅原重行、佐藤晴夫、渡辺譲、和田圭一、六車雅宣
- 整音：神戸孝憲
- 擬斗：上野隆三、三好郁夫、菅原俊夫、清家三彦（東映剣会）
- 衣装：植田光三、古賀博隆
- 装置：森俊昭
- 装飾：極並浩史、長谷川優市呂、西川由紀夫、籠尾和人、三木雅彦
- 小道具：高津商会
- 美粧・結髪：東和美粧
- かつら：山崎かつら
- スチール：林晋
- 計測：山本辰也、作村龍二、長谷川光徳
- 進行：土生川明弘、松田渡、宮崎俊弥
- 進行主任：森井敦、進藤盛延
- 邦楽監修：中本哲
- 舞踊振付：猿若加於理、藤間勘吾
- 演技事務：山下義明、西村尚三
- 騎馬：岸本乗馬センター
- 協力：京都 大覚寺、御室・仁和寺（第4話）、粟生・光明寺（第5話、第6話）
- ナレーター：柴田秀勝
- 文芸：皿田明
- 現像・テレシネ：IMAGICA
- 監督：山内鉄也、矢田清巳、井上泰治、金鐘守、髙倉祐二
- 制作協力：東映太秦映像、オフィス・ヘンミ（ノンクレジット）
- 製作：C.A.L

#### 主題歌
オープニングテーマ
あゝ人生に涙あり
作詞 - 山上路夫 / 作曲 - 木下忠司 / 唄 - あおい輝彦、伊吹吾朗

#### 解説
- このシリーズから柴田秀勝がナレーターを務める。また、オープニングの字体が変更された。
- エンディングの出立シーンに新しいBGMが追加された（第1話と第13話のみ）。
- このシリーズの特徴は、全43話で第20部に次いで長い旅となったことと助三郎以外のレギュラーの主役話があることである。
- 前シリーズまでお銀と飛猿はほぼ全話で忍装束姿になっていたが、このシリーズから数話のみとなり、立ち回りも普段の姿で行うようになった。
- 第1話から第6話まで、お銀の衣装が従来の桃色では無く、壺振りに扮している際の鼠色の着物だった。
- 第10話と第26話ではお銀役の由美と飛猿役の野村が、第15話では八兵衛役の高橋がスケジュールの都合で出演していない。
- 第14話に野村の息子である野村正孝が少年時代の飛猿役でゲスト出演している。また、本シリーズで当時子役だった井上真央が造り酒屋出石屋の娘・千枝役でゲスト出演している。
- 弥七役の中谷が第39話以降登場せず、最終話（第43話）ではお新のみが出演するという珍しいケースとなった[7]。
- 最終話でお新が久々に忍者姿のアクションシーンを演じている。
- 第19部から登場していた山野辺兵庫役の高松英郎の最終シリーズである。
- 第25部はシリーズ最後のフィルム撮影であり、モノラル放送でもある。
- 第22部から第24部までは葉村彰子のクレジットは「原作」となっていたが、今シリーズ以降は第21部までの形と同じく、「原案　葉村彰子」と表記されている。
- 逸見稔の死去に伴い、葉村彰子としての活動が原案に徹することになった関係で、番組常連の脚本家が、すべての放送回の脚本を担当するようになった。
- これまで、シリーズ開始回（すなわち第1話）は、第15部・第21部を除き、サブタイトルがない形を通してきたが、今回からサブタイトルが復活した。
- 第16話放送後の翌日の1997年4月15日、第14部から第21部まで2代目光圀を演じた西村晃が心不全で逝去した。

#### TBSチャンネル1での再放送
- TBSチャンネル1で、2014年5月より再放送開始。

#### BS-TBSでの再放送
- 2020年4月24日から6月25日までと2021年12月6日から2022年2月9日までBS-TBSで再放送された。

### 第26部
「水戸黄門 第26部」（みとこうもん だい26ぶ）は1998年2月9日から1998年8月17日までTBSで放送されたナショナル劇場のドラマ。製作はC.A.L。全26話（通算846回）。

#### ストーリー
飛猿も絡んだ伊賀での争いごとを解決するため、旅に出る。

#### キャスト

##### メインレギュラー
- 水戸光圀：佐野浅夫
- 佐々木助三郎：あおい輝彦
- 渥美格之進：伊吹吾朗
- かげろうお銀：由美かおる
- 柘植の飛猿：野村将希
- うっかり八兵衛：高橋元太郎
- 風車の弥七：中谷一郎（第1話、第10話、第12話、第14話～第15話、第18話、第20話、第23話、第25話～第26話）

##### 準レギュラー
- 霞のお新：宮園純子（第26話）
- 徳川綱吉：長谷川哲夫（第26話）

#### スタッフ
- 原案：葉村彰子
- 脚本：櫻井康裕、大西信行、益田昌一郎、田口耕三、鶴島光重、藤井邦夫、佐藤五月、山内鉄也、寺島誓
- 音楽：木下忠司
- 題字：朝比奈宗源
- 特技：宍戸大全
- チーフプロデューサー：五十嵐通夫
- プロデューサー：樋口祐三
- プロデューサー：本間信行、山田勝
- 撮影：都築雅人、長谷川光徳、小林善和ほか
- 照明：武邦男、畑下隆憲ほか
- 録音：中川清、田代博司ほか
- 美術：三浦鐐二、辻野大ほか
- 記録：中田英子、内藤幸子、小川加津子、西村直美
- 助監督：和田圭一、佐藤晴夫、梅原重行、喜田川隆義、六車雅宣、髙倉祐二
- VE：作村龍二、山本辰也
- 編集：河合和子
- ビデオ編集：鍛冶川一夫
- 技術協力：IMAGICA
- 整音：神戸孝憲
- 邦楽監修：中本哲
- 舞踊振付：猿若加於理
- 太極拳振付：山本和枝
- 擬斗：菅原俊夫、上野隆三、清家三彦、三好郁夫（東映剣会）
- 衣装：植田光三
- 装置：森俊昭
- 装飾：長尾康久、窪田治、長谷川優市呂、渡辺源三
- 小道具：高津商会
- 美粧・結髪：東和美粧
- かつら：山崎かつら
- スチール：林晋
- 協力：京都・大覚寺
- 演技事務：山下義明、西村尚三
- 進行：松田渡、土生川明弘
- 反物協力：宮下康司
- ナレーター：柴田秀勝
- 文芸：皿田明
- 騎馬：岸本乗馬センター
- 進行主任：木岡敦、進藤盛延
- 監督：山内鉄也、矢田清巳、金鐘守、井上泰治、梅原重行
- 制作協力：東映太秦映像、オフィス・ヘンミ（ノンクレジット）
- 製作：C.A.L

#### 主題歌
オープニングテーマ
あゝ人生に涙あり
作詞 - 山上路夫 / 作曲 - 木下忠司 / 唄 - あおい輝彦、伊吹吾朗

#### 解説
- 第4話に渥美格之進役の伊吹吾朗の息子である伊吹康太郎がゲスト出演している。
- 第3部から出演していた霞のお新役の宮園純子の最終シリーズである（出演は第3部 - 第8部、第12部 - 第14部、第17部 - 第26部）。
- 本作より長年のフィルム撮影からビデオ撮影へ移行し画質、音質が向上した。撮影現場では、ラッシュを待たずに映像をチェックできるようになり、カメラからの騒音もなくなり、所謂アフレコが減った。しかし、オープニングのみ前作同様テレシネである。
- 第26部のポスターから「月曜夜8時」の表記が「月曜よる8時」の表記となった。またTBSテレビのロゴ部分がマイナーチェンジされ、タイトルバックがイラスト入りに変更された。

#### BS-TBSでの再放送
- 2020年6月29日から8月6日までと2022年2月10日から3月21日までBS-TBSの18時30分の時代劇再放送枠で放送された。

### 第27部
「水戸黄門 第27部」（みとこうもん だい27ぶ）は1999年3月22日から1999年10月18日までTBSで放送されたナショナル劇場のドラマ。製作はC.A.L。全30話（通算876回）。

#### ストーリー
水戸光圀の弟・松平頼元の孫娘・沙耶の縁談相手を見定めるため、盛岡へ旅立つ。

#### キャスト

##### メインレギュラー
- 水戸光圀：佐野浅夫
- 佐々木助三郎：あおい輝彦
- 渥美格之進：伊吹吾郎
- かげろうお銀：由美かおる
- 柘植の飛猿：野村将希
- うっかり八兵衛：高橋元太郎
- 風車の弥七：中谷一郎 （第17話～第19話）
- 松平沙耶：笹峰愛（第1話～第9話）
- お千代：森永明日夏（第16話～第24話）
- 殿村久江：河原崎有稀（第16話、第24話）
- 妙姫（お妙）：そめやゆきこ（第25話～第30話）
- 垣崎与太夫：小鹿番（第25話、第30話）

##### 準レギュラー
- 徳川綱吉：長谷川哲夫（第30話）

#### スタッフ
- 原案：葉村彰子
- 脚本： 大西信行、櫻井康裕、藤井邦夫、鶴島光重、佐藤五月、田口耕三、寺島誓、沢橋凛、葉村彰子
- 音楽：木下忠司
- 題字：朝比奈宗源
- 特技：宍戸大全
- エグゼクティブプロデューサー：五十嵐通夫
- チーフプロデューサー：中尾幸男
- プロデューサー：樋口祐三、本間信行、山田勝
- 撮影：小林善和、片山顕、都築雅人、長谷川光徳
- 照明：武邦男、大谷康郎、畑下隆憲、土居欣也
- 録音：田代博司、田辺義教、木村均、佐藤茂樹、中川清
- 美術：辻野大、三浦鐐二、高見哲也
- 記録：内藤幸子、中田英子、西村直美、小川加津子
- 助監督：佐藤晴夫、和田圭一、梅原重行、六車雅宣
- VE：作村龍二、山本辰也
- 編集：河合和子
- ビデオ編集：鍛冶川一夫
- 技術協力：IMAGICA
- 整音：神戸孝憲
- 邦楽監修：中本哲
- 舞踊振付：猿若加於理
- 擬斗：菅原俊夫、清家三彦（東映剣会）
- 衣装：植田光三
- 装置：森俊昭
- 装飾：西川由紀夫、平田俊昭、長尾康久、長谷川優市呂、籠尾和人、極並浩史
- 小道具：高津商会
- 美粧・結髪：東和美粧
- かつら：山崎かつら
- スチール：荒川大介
- 協力：京都・大覚寺、元離宮・二条城（第1話）、御室・仁和寺（第4話、第6話）、大本山・随心院（第18話、第30話）
- キャスティング担当：川渕豊喜、藤田知久
- 演技事務：山下義明、西村尚三
- 進行：土生川明弘、松田渡
- ナレーター：柴田秀勝
- 文芸：皿田明
- 騎馬：岸本乗馬センター
- 進行主任：森井敦、進藤盛延
- 監督：矢田清巳、山内鉄也、井上泰治、高倉祐二、金鐘守
- 制作協力：東映太秦映像、オフィス・ヘンミ（ノンクレジット）
- 製作：C.A.L

#### 主題歌
オープニングテーマ
あゝ人生に涙あり
作詞 - 山上路夫 / 作曲 - 木下忠司 / 唄 - あおい輝彦、伊吹吾郎

#### 解説
- 放送開始30周年記念シリーズ。
- 脚本としての葉村彰子の最終シリーズ。第24部の放送中に中心人物の逸見稔が死去したことに伴い、第25部からは原案のみで脚本としての活動はなかったが、第29話に、連名形式で久々に登場。以降、新しい脚本が作られぬまま、第28部までは原案のみにクレジット。
- このシリーズは一部のクレジットが別のに差し替わっている。顕著なのは、監督の高倉祐二が、第25部までは従来のはしごだか（髙）で表記されていたものが、新字体の高に変わっていた。
- 沙耶が第1話から第9話まで、お千代が第16話から第24話まで、妙姫（お妙）が第25話から第30話まで旅に同行する。
- 第11話で、クレジットされていないが、由美かおるが一人二役を演じているシーンがある。
- 第13話に水野久美・水野純一親子が親子役で出演している。
- 初代弥七役の中谷一郎はこのシリーズをもって降板。第1部から30年にわたってのレギュラー出演だった。本シリーズでは第17話から第19話の3話のみの出演にとどまり、第19話が最後の出演作品となった（ただし、第28部の宣伝用ポスターには登場していた）。

#### BS-TBSでの再放送
- 2020年8月7日から10月1日までと2022年3月22日から5月19日までBS-TBSの18時30分の時代劇再放送枠で放送された。

### 第28部
「水戸黄門 第28部」（みとこうもん だい28ぶ）は2000年3月6日から2000年11月20日までTBSで放送されたナショナル劇場のドラマ。製作はC.A.L。全34話（通算910回）。

#### ストーリー
東海道五十三次の制定からおよそ100年。日本の大動脈を大掃除するため東海道を旅する。

#### キャスト

##### メインレギュラー
- 水戸光圀：佐野浅夫
- 佐々木助三郎：あおい輝彦（第1話～第17話、第20話～第25話、第27話～第34話）
- 渥美格之進：伊吹吾郎
- かげろうお銀：由美かおる
- 柘植の飛猿：野村将希
- うっかり八兵衛：高橋元太郎

##### 準レギュラー
- 徳川綱吉：長谷川哲夫（第1話）
- 歌助：桂歌助（第2話、第8話、第11話、第17話）

#### スタッフ
- 企画：中尾幸男（チーフプロデューサー）
- 原案：葉村彰子
- 脚本：大西信行、藤井邦夫、宮川一郎、鶴島光重、佐藤五月、今井詔二、岡本さとる、小池康生、櫻井康裕、沢橋凛、田口耕三
- 音楽：木下忠司
- 特技：宍戸大全
- 監督： 井上泰治、矢田清巳、金鐘守、高倉祐二、山内鉄也
- プロデューサー：樋口祐三
- プロデューサー：山田勝、藤田知久
- 撮影：長谷川光徳、都築雅人、小林善和
- 照明：畑下隆憲、亀山譲、武邦男、真城喻ほか
- 録音：中川清、木村均、田辺義教ほか
- 美術：三浦鐐二、辻野大、高見哲也ほか
- 記録：内藤幸子、中田英子、小川加津子、西村直美、西野敏子
- 助監督：梅原重行、六車雅宣、和田圭一、佐藤晴夫
- VE：作村龍二、山本辰也
- 編集：河合和子
- ビデオ編集：鍛冶川一夫
- 技術協力：IMAGICA（表記はIMAGICA Lab.のロゴ）（第17話まで）→ IMAGICAウェスト（第18話から）
- 整音：神戸孝憲
- 邦楽監修：中本哲
- 舞踊振付：猿若加於理、若柳縫秀
- 擬斗：清家三彦、上野隆三、菅原俊夫（東映剣会）
- 衣装：植田光三
- 装置：森俊昭
- 装飾：西川由紀夫、長谷川優市呂、籠尾和人、極並浩史
- 小道具：高津商会
- 美粧・結髪：東和美粧
- かつら：山崎かつら
- スチール：荒川大介
- 協力：京都・大覚寺、元離宮・二条城
- 番組宣伝：河野裕之
- 演技事務：山下義明、西村尚三
- 進行：松田渡、土生川明弘
- 騎馬：岸本乗馬センター
- 文芸：皿田明
- 進行主任：進藤盛延、森井敦
- 題字（第25話・第29話・第30話はタイトル表記）：朝比奈宗源
- ナレーター：鈴木史朗
- 制作協力：東映太秦映像、オフィス・ヘンミ（ノンクレジット）
- 製作：C.A.L

#### 主題歌
オープニングテーマ
あゝ人生に涙あり
作詞 - 山上路夫 / 作曲 - 木下忠司 / 唄 - あおい輝彦、伊吹吾郎

#### 解説
- 佐野黄門最終シリーズ。佐野黄門シリーズ中唯一の片道道中であり、西山荘への帰り旅となったという設定で終了する為、最終話（第34話）に江戸城や西山荘のシーンは無い。翌シリーズで今までの設定をリセットする為だったと思われる。
- 本シリーズをもって、「原案　葉村彰子」のクレジットが消えた。
- このシリーズから鈴木史朗がナレーターを務める。鈴木は第1話に光圀の登城を告げる茶坊主役でゲスト出演している。なお、このシリーズのみナレーションがすべて丁寧語であり、説明的な語りが多い。
- このシリーズは、助三郎のあおいと格之進の伊吹が裁きの啖呵を切るシーンが度々ある。
- このシリーズでは、お銀の忍装束が従来の紺色から赤色に変更された[11]。また、赤色の忍装束を着用している時は黒いマントを着用し、第2話ではブーツも赤色の物を履いていた。なお、この赤色の忍装束は2003年に制作された交通安全教育ビデオかげろうお銀のお年寄りの交通安全で再使用された。
- 第2話の印籠シーンはいつもとは異なるパターンであった。
- このシリーズでは、本人の出演はないが第4話において光圀と対立している老中として柳沢吉保の名前が語られている。
- 第4話で、クレジットされていないが、由美かおるが一人二役を演じているシーンがある。
- 第12話でお銀と飛猿は清国衣装姿で南蛮手品を披露し、お銀は赤いチャイナドレス姿で最後の立ち回りも行った[12]。
- 第13話で放送通算889回となり、連続時代劇放送回数の日本一を達成した（それ以前の時代劇連続放送回数日本一は大川橋蔵主演の『銭形平次』で放送回数888回であった。ただし主演同一俳優による連続放送は大川の『銭形平次』が世界記録のままである）。
- 第14話では、弥七の名前が一行の口から語られた。また、弥七のテーマのBGMが使用された。弥七のテーマのBGMは第22話でも使用された。
- 第24話で、初代格之進役を演じた横内正がゲスト出演している。
- 第33話は再放送では欠番、その理由は不明。
- 最終話では光圀、格之進、八兵衛は藩主黒田綱政の影武者となった、元藩士青山久蔵（橋幸夫）に召抱えられた御伽衆として福岡城に入っていた為、最後の立ち回りは、光圀は茶人の袖付きの羽織、格之進は裃の衣装だった。※助三郎は従来の町人衣装であった。
- オープニングはあおいが歌う1番[13]にのせてキャスト紹介のみとなり、スタッフ紹介はエンディングの出立シーンにクレジットされるようになる[14]。また、歴代と違ってオープニング画面が出ると直ぐに主題歌に入らずに本編が始まり、途中から主題歌がスタートする。この方式は第31部から第36部でも採用された。
- このシリーズは他のシリーズと比べて、立ち回りBGMのテンポが速くなっている。
- 本シリーズ中に、株式会社IMAGICA大阪映像センターが分社化されたことにより、株式会社IMAGICAウェストが設立された。これに伴い、技術協力の表記が第17話までは「IMAGICA Lab.のロゴ」となり、第18話以降は「IMAGICAウェスト」となった。ちなみに、「技術協力 IMAGICAウェスト」の表記は第43部までクレジットされた。なお、IMAGICAウェストは、2018年10月1日に株式会社IMAGICA（3代目）から商号変更された株式会社IMAGICA Lab.へ吸収合併され解散された。
- あおいが収録中に体調を崩したため、第2部以来29年ぶりに助三郎の登場しない回がある（第18話、第19話、第26話）。
  - シナリオ上では、まず第18話においては老公に代わって神社への参拝という筋書き、第26話においては旅の為替両替のため一行から離れるという筋書きとなっている。
- 光圀役の佐野浅夫、助三郎役のあおい輝彦、格之進役の伊吹吾郎、八兵衛役の高橋元太郎[15]、飛猿役の野村将希[16]、将軍綱吉役の長谷川哲夫の最終シリーズである。佐野は246回の世直し旅を演じた。第1話では綱吉と光圀の会話のシーンが他のシリーズと比べても多い（博多への片道道中で終了した為、最終話で綱吉は登場しない）。
- 第1部から長らく監督を務めてきた山内鉄也の最終シリーズである。監督最後の担当は、同部 第33話「母子の再会・涙の白洲 -赤間関-」。なお、山内は、1000回記念スペシャルでは監修を務めた。

#### TBSチャンネルでの再放送
- 2015年8月6日からTBSチャンネルで再放送が決定したが、第33話は欠番扱いとなっている。

#### BS-TBSでの再放送
- 2020年10月2日から11月26日までと2022年5月20日から7月12日までBS-TBSで再放送されたが、どちらとも第33話は欠番扱いとなった。なお、再放送中、第22部から第28部まで3代目光圀を演じた佐野浅夫が老衰で逝去した。